# Masada (Emek ha-Jarden)
Masada (hebrejsky מַסָּדָה, anglicky Masada, v oficiálním seznamu sídel Massada) je vesnice typu kibuc v Izraeli, v Severním distriktu, v Oblastní radě Emek ha-Jarden.

## Geografie
Leží v Galileji v nadmořské výšce 196 metrů pod mořskou hladinou 2 kilometry jižně od břehů Galilejského jezera poblíž soutoku řek Jordán a Jarmuk v oblasti s intenzivním zemědělstvím.
Vesnice se nachází cca 12 kilometrů jihojihovýchodně od města Tiberias, cca 102 kilometrů severovýchodně od centra Tel Avivu a cca 58 kilometrů jihovýchodně od centra Haify. Masadu obývají Židé, přičemž osídlení v tomto regionu je ryze židovské.
Masada je na dopravní síť napojena pomocí dálnice číslo 90.

## Dějiny
Masada byla založena v roce 1937. Šlo o opevněnou osadu typu Hradba a věž, která byla založena 21. března 1937 v tentýž den jako sousední osada Ša'ar ha-Golan. Jejími zakladateli byla skupina židovských přistěhovalců z Rumunska. Jméno skupiny se pak stalo i jménem nově založené vesnice. Na budování vesnice se podíleli členové mládežnického hnutí Gordonia.
Během války za nezávislost v roce 1948 kibuc Masada (a sousední Ša'ar ha-Golan) napadla syrská armáda. Obyvatelé obou židovských vesnic odrazili prvotní útok. Pak osadníci zvolili metodu psychologického boje a několik nocí po sobě vypravovali z vesnice a zpět konvoje všech dostupných traktorů a nákladních vozů, které se zapnutými světly křížovaly krajinu, aby vzbudily dojem vojenských přesunů. 18. května 1948 ale začal nový útok Syřanů vedený 1.brigádou syrské armády. Po těžkém ostřelování se obyvatelé osady rozhodli téhož dne večer vyklidit svou vesnici a uchýlili se provizorně do sousedních kibuců Bejt Zera a Afikim. Syřané pak pronikli do opuštěného kibucu , vyrabovali ho a zapálili. Teprve po třech dnech Masadu ovládli znovu Izraelci, když osadníky podpořily vojenské jednotky.
Roku 1949 měl kibuc 271 obyvatel a rozlohu katastrálního území 1 443 dunamů (1,443 kilometru čtverečního).
Až do roku 1967 se v okolí obce odehrávaly časté přeshraniční incidenty, jejichž příčinou byly často spory ohledně práv na využívání vod řeky Jarmuk. Během opotřebovací války na přelomu 60. a 70. let 20. století incidenty pokračovaly. Při jednom z nich najel traktor z kibucu Masada na minu a čtyři lidé byli zabiti. V březnu 1968 byla Masada ostřelována jordánskou armádou v rámci odvety za izraelské výpady proti základnám palestinských radikálů v Jordánsku.
Kibuc prošel po těžké ekonomické a sociální situaci privatizací. Ta probíhala v roce 2006. Členové kibucu jsou odměňováni již individuálně, podle vykonané práce. Ekonomika kibucu Masada je založena na zemědělství, průmyslu a turistickém ruchu (ubytování).

## Demografie
Obyvatelstvo kibucu Masada je sekulární. Podle údajů z roku 2014 tvořili naprostou většinu obyvatel v kibucu Masada Židé (včetně statistické kategorie "ostatní", která zahrnuje nearabské obyvatele židovského původu ale bez formální příslušnosti k židovskému náboženství).
Jde o menší sídlo vesnického typu s dlouhodobě stagnující populací. K 31. prosinci 2014 zde žilo 348 lidí. Během roku 2014 populace klesla o 7,7 %.
| Rok            | 1948 | 1949 | 1961 | 1972 | 1983 | 1995 | 2001 | 2003 | 2004 | 2005 | 2006 | 2007 | 2008 | 2009 | 2010 | 2011 | 2012 | 2013 | 2014 |
| -------------- | ---- | ---- | ---- | ---- | ---- | ---- | ---- | ---- | ---- | ---- | ---- | ---- | ---- | ---- | ---- | ---- | ---- | ---- | ---- |
| Počet obyvatel | 248  | 271  | 331  | 300  | 380  | 308  | 277  | 297  | 289  | 279  | 296  | 293  | 285  | 371  | 386  | 356  | 355  | 377  | 348  |